# Ford Consul
Ford Consul war die Modellbezeichnung eines Mittelklassewagens der britischen Ford-Werke in den 1950er Jahren sowie die eines europäischen Ford der oberen Mittelklasse Anfang der 1970er Jahre.

## Ford Consul (Großbritannien, 1950–1962)

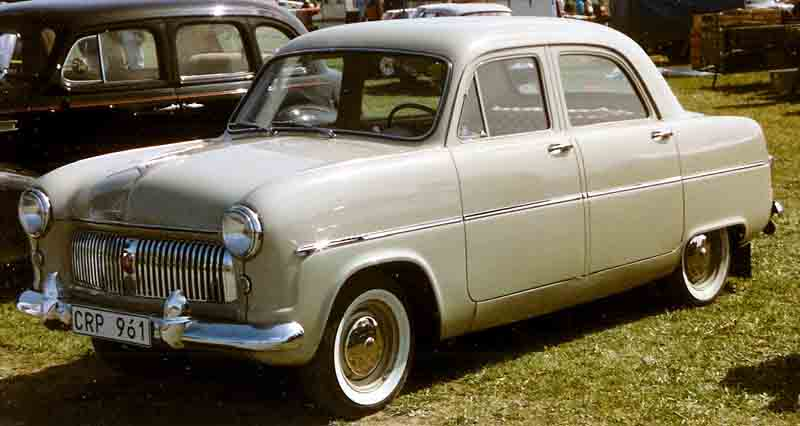
Ford Consul I

### Consul I (1950–1956)
Die britischen Ford-Werke präsentierten 1950 einen neuen Mittelklassewagen. Er hatte als erster europäischer Ford eine moderne selbsttragende Pontonkarosserie, die bei Briggs Motor Bodies gebaut wurde, und einen neu konstruierten Ottomotor mit hängenden Ventilen, 1,5 l Hubraum und 48 PS (36 kW). Das Dreiganggetriebe des Vorgängers verwendete Ford weiter, bei ihm waren nur die oberen beiden Gänge synchronisiert. Die Starrachse hinten war an Blattfedern aufgehängt. Die neuartige Vorderradaufhängung war vom amerikanischen Ingenieur Earle S. MacPherson entwickelt worden: Sie besteht als wesentliche Neuerung aus dem fest mit dem Achsschenkel verbundenen MacPherson-Federbein, das zusammen mit einem einfachen Querlenker und dem Querstabilisator das Rad führt.
Die MacPherson-Achse hat sich seitdem durchgesetzt. Radführende Stabilisatoren gibt es in der Regel nicht mehr, sondern statt des einfachen Querlenkers wird ein Dreiecksquerlenker verwendet. Wo vorhanden, ist der Stabilisator über Koppelstangen mit den Querlenkern verbunden.

### Consul II (1956–1962)

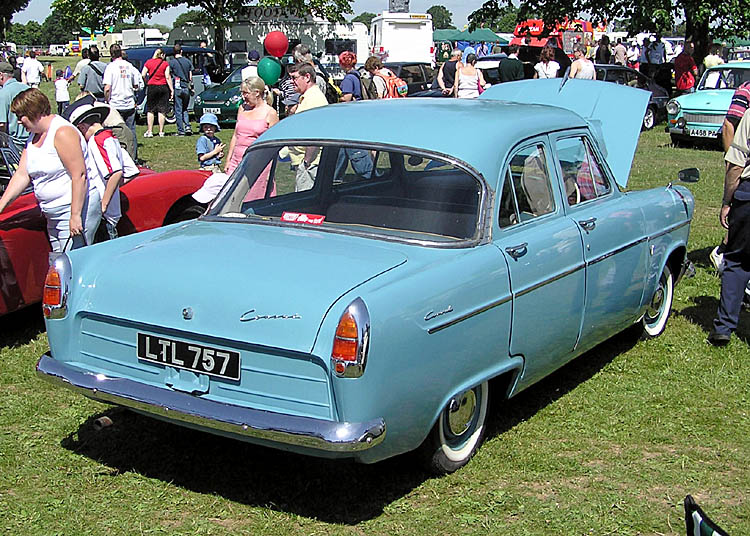
Ford Consul II

1956 präsentierte Ford eine neue Generation des Consul mit der internen Bezeichnung 204E. Er hatte eine dem Zeitgeschmack entsprechende Karosserie und einen auf 1700 cm³ vergrößerten Motor, der 60 PS (44 KW) leistete. Er wurde, wie auch das Vorgängermodell, nicht in Deutschland angeboten. Ford Köln (FK) übernahm den englischen Wagen nicht, sondern entwickelte stattdessen ein eigenes Modell in gleicher Größe, den Taunus 17M P2.
Mit dem Modellwechsel 1962 gaben die britischen Ford-Werke den Namen von „Consul“ für die Spitzenmodelle auf, das Modell mit dem 1700-cm³-Vierzylinder-Ottomotor des Consul II, hieß fortan „Zephyr 4“, die besser ausgestatteten Modelle mit Sechszylindermotor „ Zodiac“.

### Ford Consul 315, Typ 110E
Siehe Hauptartikel: Consul Classic

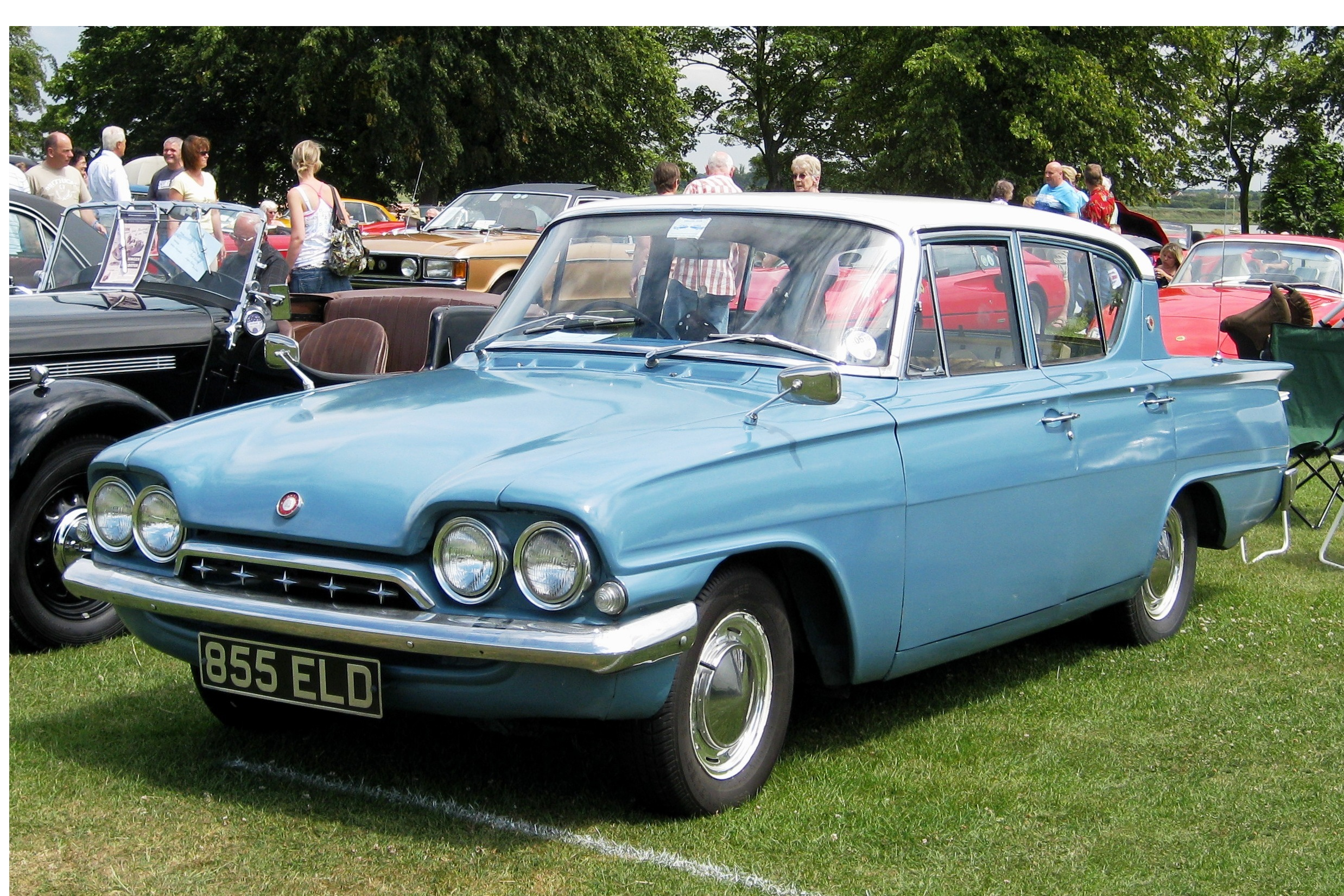
Consul Classic

Der Consul 315 ist eine 4338 mm lange Limousine der Mittelklasse, die in Großbritannien von 1961 bis 64 gebaut wurde. Mit ihrer eigenartigen Karosserieform und der nach hinten geneigten Heckscheibe war sie kein großer Erfolg und wurde 1964 durch den Corsair (auf Basis des Cortina) ersetzt. Ihr 1340-cm³-Vierzylinder-Kent-Motor hat nach Prospekt eine Leistung von 56,5 PS (42 kW) bei 5000/min. Über ein synchronisiertes Vierganggetriebe mit Lenkradschaltung wurde die Leistung auf die Hinterräder übertragen. Das Gewicht ist mit 918 kg fahrbereit angegeben. Auf den Kontinent wurde sie unter anderem in die Schweiz importiert.

## Ford Consul (Europa, 1972–1975)

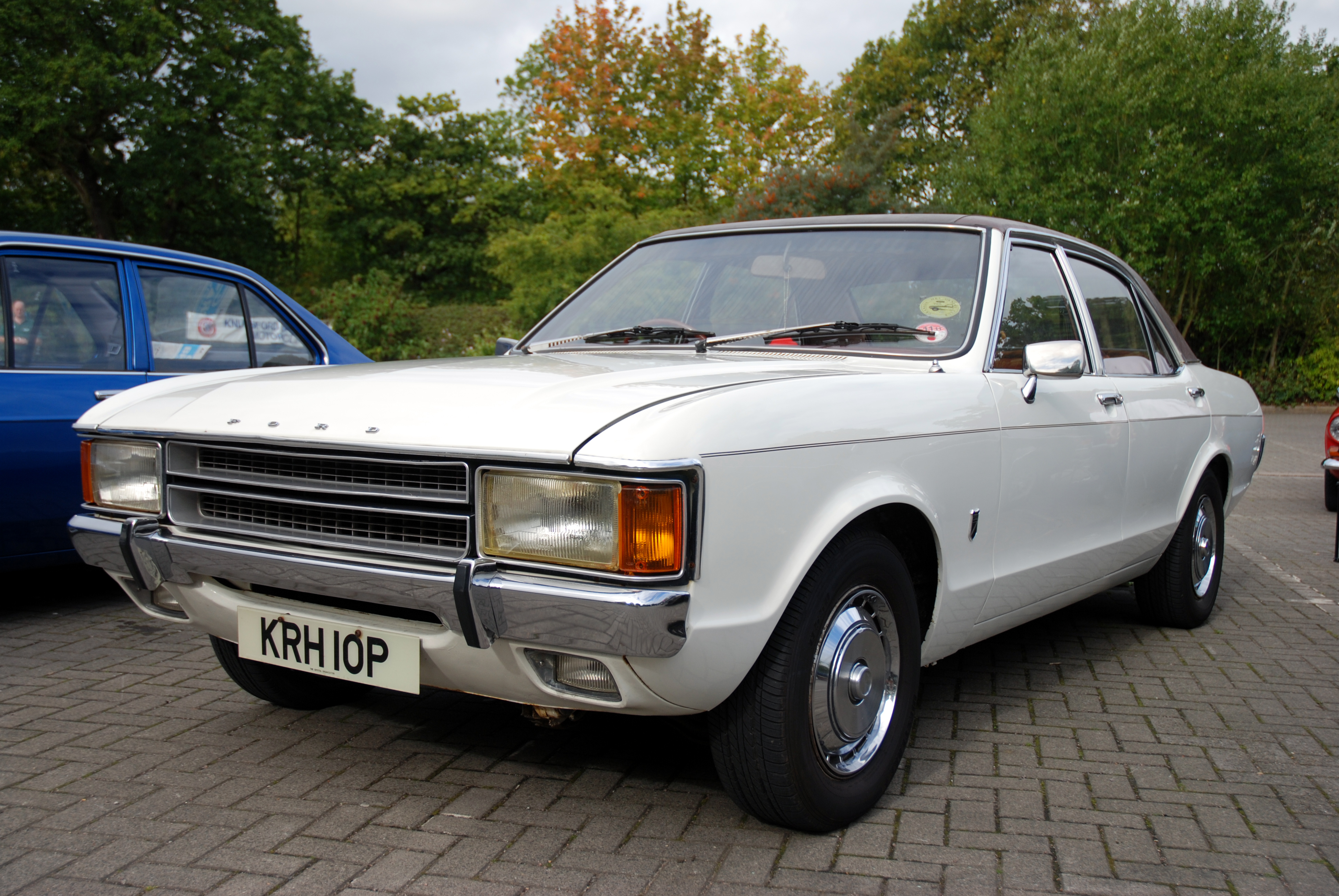
Ford Consul Limousine

Bei dem Modellwechsel in der oberen Mittelklasse im März 1972 wurden das britische und das deutsche Modell durch ein gemeinsames europäisches Nachfolgemodell mit gleicher Karosserie in zwei Varianten zusammengeführt:
Der Consul folgte auf den deutschen Taunus 17M und den britischen Zephyr 4, der Granada auf den deutschen Taunus 20M und 26M und die englischen Zephyr 6 und Zodiac. In den Baujahren 1972–1974 kennzeichnete die in Deutschland neue Bezeichnung Consul die einfacher ausgestatteten Modelle. Ab März 1975 war die gesamte Modellreihe in Deutschland nur noch als Granada erhältlich. Zuvor waren im Januar 1974 die in Deutschland wenig positiv aufgenommenen Fastbacklinien bei den Coupés und Zwei-Türer-Limousinen beider Reihen begradigt worden.

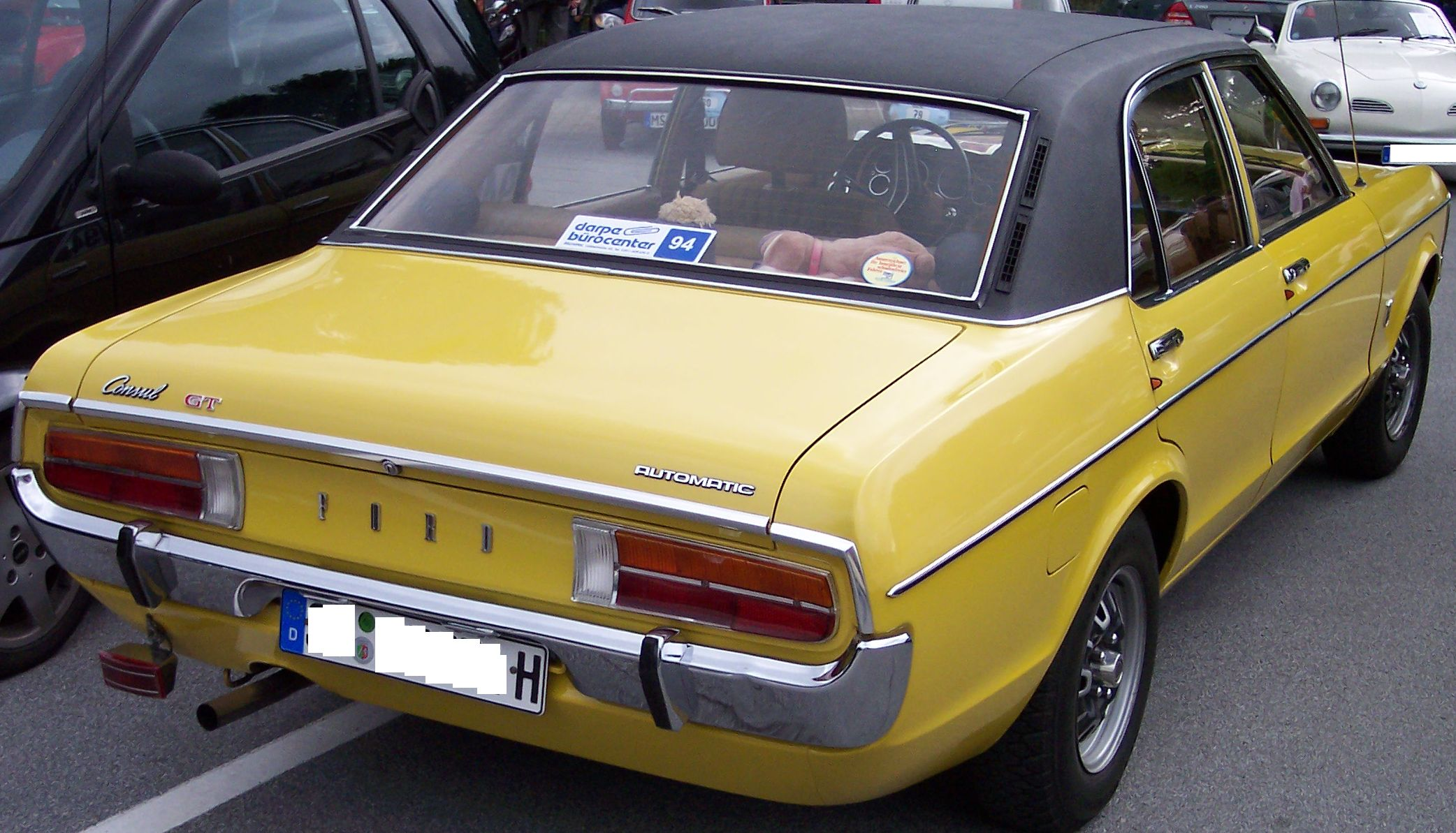
Heckansicht
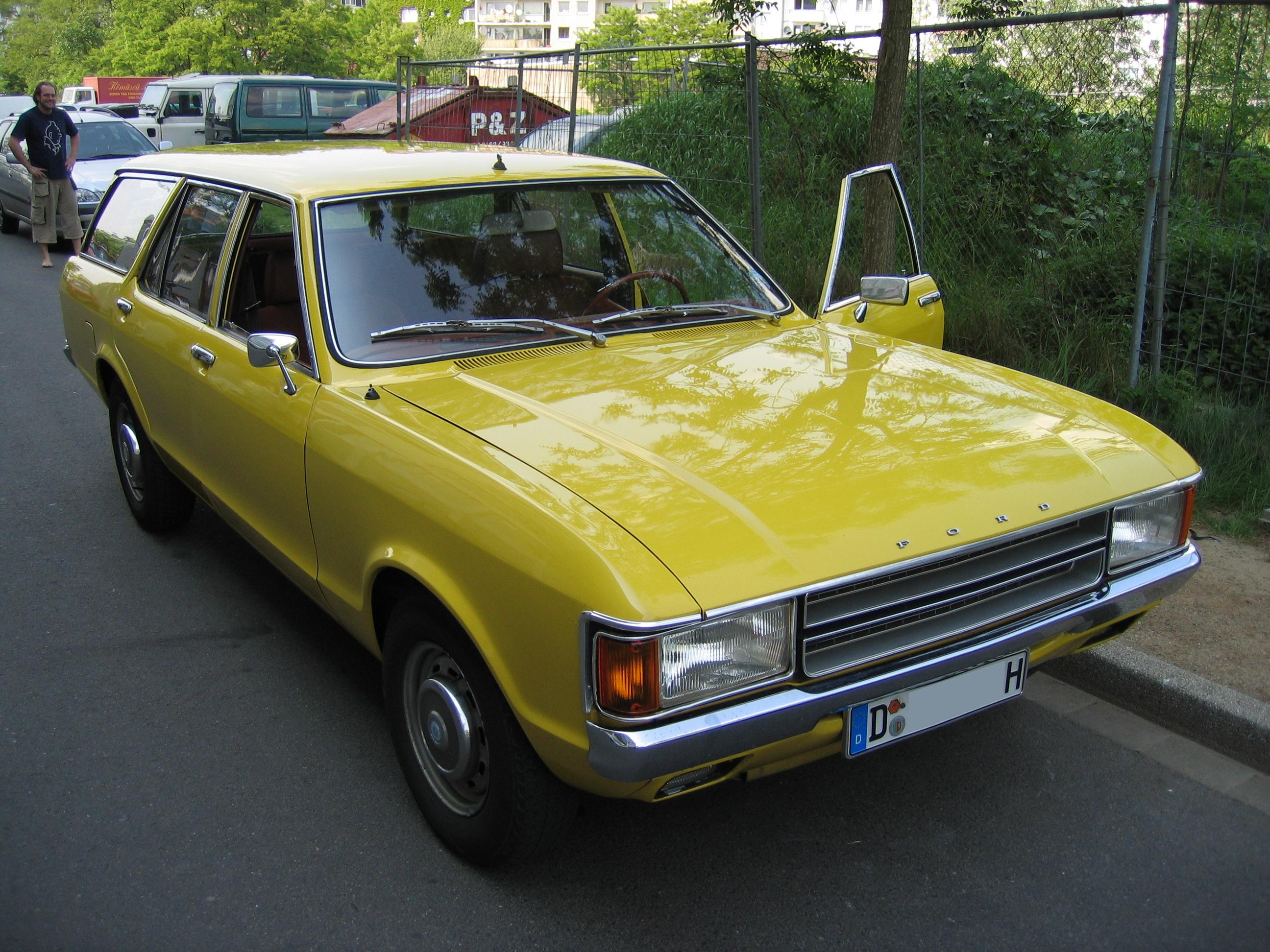
Ford Consul Turnier
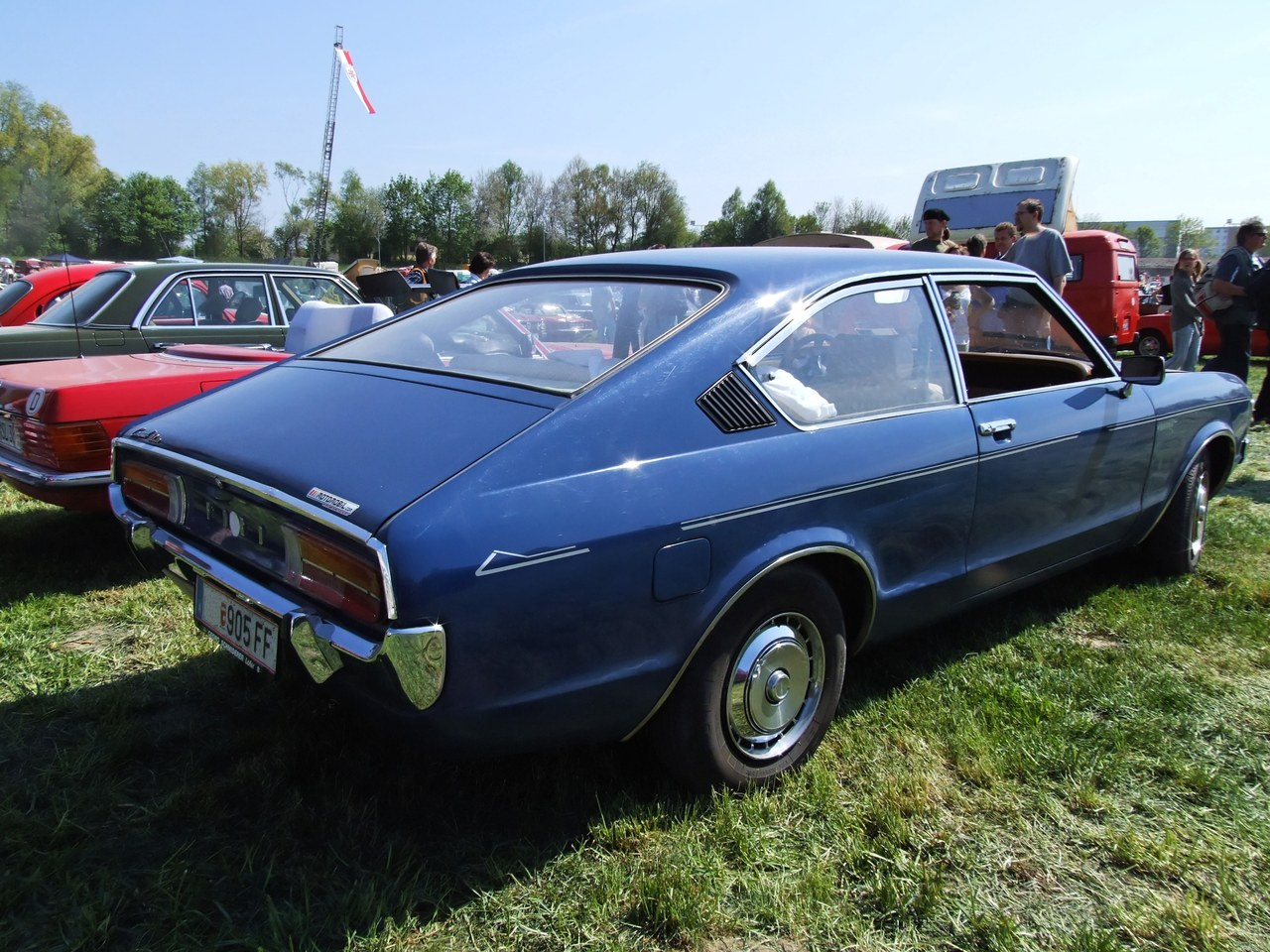
Ford Consul Coupé (ab 1974)

| Technische Daten Ford Consul 1972–1975 |                                                                                         |                                                                                         |                                                                                         |                                                                                         |                                                                                         |                                                                                         |                                                                                         |
| Ford Consul:                           | 1,7 N (1973–1975)                                                                       | 1,7 S (1972–1975)                                                                       | 2,0 (1972–1975)                                                                         | 2,0 V6 (1974–1975)                                                                      | 2,3 V6 (1972–1975)                                                                      | 2,6 V6 (1974–1975)                                                                      | 3,0 V6 (1972–1975)                                                                      |
| Motor:                                 | 4-Zylinder-V-Motor (Viertakt) Ausgleichswelle, Zylinderwinkel 60°                       | 4-Zylinder-V-Motor (Viertakt) Ausgleichswelle, Zylinderwinkel 60°                       | 4-Zylinder-Reihenmotor (Viertakt)                                                       | 6-Zylinder-V-Motor (Viertakt) (Zylinderwinkel 60°)                                      | 6-Zylinder-V-Motor (Viertakt) (Zylinderwinkel 60°)                                      | 6-Zylinder-V-Motor (Viertakt) (Zylinderwinkel 60°)                                      | 6-Zylinder-V-Motor (Viertakt) (Zylinderwinkel 60°)                                      |
| Hubraum:                               | 1699 cm³                                                                                | 1699 cm³                                                                                | 1993 cm³                                                                                | 1998 cm³                                                                                | 2293 cm³                                                                                | 2550 cm³                                                                                | 2993 cm³                                                                                |
| Bohrung × Hub:                         | 90 × 66,8 mm                                                                            | 90 × 66,8 mm                                                                            | 90,8 × 77 mm                                                                            | 84 × 60,14 mm                                                                           | 90 × 60,14 mm                                                                           | 90 × 66,8 mm                                                                            | 93,67 × 72,42 mm                                                                        |
| Ventilsteuerung:                       | OHV, zentrale Nockenwelle, Stirnräder                                                   | OHV, zentrale Nockenwelle, Stirnräder                                                   | OHC, Zahnriemen                                                                         | OHV, zentrale Nockenwelle Stirnräder                                                    | OHV, zentrale Nockenwelle Stirnräder                                                    | OHV, zentrale Nockenwelle Stirnräder                                                    | OHV, zentrale Nockenwelle Stirnräder                                                    |
| Leistung bei 1/min:                    | 48 kW (65 PS) bei 4800                                                                  | 55 kW (75 PS) bei 5000                                                                  | 73 kW (99 PS) bei 5500                                                                  | 66 kW (90 PS) bei 5000                                                                  | 79 kW (108 PS) bei 5000                                                                 | 92 kW (125 PS) bei 5000                                                                 | 101 kW (138 PS) bei 5000                                                                |
| Max. Drehmoment bei 1/min:             | 124 Nm bei 2400                                                                         | 127 Nm bei 2500                                                                         | 151 Nm bei 4000                                                                         | 149 Nm bei 3000                                                                         | 176 Nm bei 3000                                                                         | 201 Nm bei 3500                                                                         | 235 Nm bei 3000                                                                         |
| Gemischaufbereitung:                   | 1 Fallstromverg. (Ford)                                                                 | 1 Register-Fallstromvergaser (Solex)                                                    | 1 Register-Vergaser (Weber)                                                             | 1 Doppel-Fallstromvergaser (Solex/Weber)                                                | 1 Doppel-Fallstromvergaser (Solex/Weber)                                                | 1 Doppel-Fallstromvergaser (Solex/Weber)                                                | 1 Doppel-Fallstromvergaser (Solex/Weber)                                                |
| Kühlung:                               | Wasserkühlung                                                                           | Wasserkühlung                                                                           | Wasserkühlung                                                                           | Wasserkühlung                                                                           | Wasserkühlung                                                                           | Wasserkühlung                                                                           | Wasserkühlung                                                                           |
| Getriebe:                              | 4-Gang-Getriebe a.W. (außer 1,7 N) Dreigang-Automatik (Ford C3)                         | 4-Gang-Getriebe a.W. (außer 1,7 N) Dreigang-Automatik (Ford C3)                         | 4-Gang-Getriebe a.W. (außer 1,7 N) Dreigang-Automatik (Ford C3)                         | 4-Gang-Getriebe a.W. (außer 1,7 N) Dreigang-Automatik (Ford C3)                         | 4-Gang-Getriebe a.W. (außer 1,7 N) Dreigang-Automatik (Ford C3)                         | 4-Gang-Getriebe a.W. (außer 1,7 N) Dreigang-Automatik (Ford C3)                         | 4-Gang-Getriebe a.W. (außer 1,7 N) Dreigang-Automatik (Ford C3)                         |
| Radaufhängung vorn:                    | Einzelradaufhängung an Doppelquerlenkern, Schraubenfedern                               | Einzelradaufhängung an Doppelquerlenkern, Schraubenfedern                               | Einzelradaufhängung an Doppelquerlenkern, Schraubenfedern                               | Einzelradaufhängung an Doppelquerlenkern, Schraubenfedern                               | Einzelradaufhängung an Doppelquerlenkern, Schraubenfedern                               | Einzelradaufhängung an Doppelquerlenkern, Schraubenfedern                               | Einzelradaufhängung an Doppelquerlenkern, Schraubenfedern                               |
| Radaufhängung hinten:                  | Schräglenkerachse, Schraubenfedern                                                      | Schräglenkerachse, Schraubenfedern                                                      | Schräglenkerachse, Schraubenfedern                                                      | Schräglenkerachse, Schraubenfedern                                                      | Schräglenkerachse, Schraubenfedern                                                      | Schräglenkerachse, Schraubenfedern                                                      | Schräglenkerachse, Schraubenfedern                                                      |
| Bremsen:                               | Scheibenbremsen vorne (Ø 262,5 mm), Trommelbremsen hinten (Ø 228,7 mm, Turnier: 254 mm) | Scheibenbremsen vorne (Ø 262,5 mm), Trommelbremsen hinten (Ø 228,7 mm, Turnier: 254 mm) | Scheibenbremsen vorne (Ø 262,5 mm), Trommelbremsen hinten (Ø 228,7 mm, Turnier: 254 mm) | Scheibenbremsen vorne (Ø 262,5 mm), Trommelbremsen hinten (Ø 228,7 mm, Turnier: 254 mm) | Scheibenbremsen vorne (Ø 262,5 mm), Trommelbremsen hinten (Ø 228,7 mm, Turnier: 254 mm) | Scheibenbremsen vorne (Ø 262,5 mm), Trommelbremsen hinten (Ø 228,7 mm, Turnier: 254 mm) | Scheibenbremsen vorne (Ø 262,5 mm), Trommelbremsen hinten (Ø 228,7 mm, Turnier: 254 mm) |
| Lenkung:                               | Zahnstangenlenkung                                                                      | Zahnstangenlenkung                                                                      | Zahnstangenlenkung                                                                      | Zahnstangenlenkung                                                                      | Zahnstangenlenkung                                                                      | Zahnstangenlenkung                                                                      | Zahnstangenlenkung                                                                      |
| Karosserie:                            | Stahlblech, selbsttragend                                                               | Stahlblech, selbsttragend                                                               | Stahlblech, selbsttragend                                                               | Stahlblech, selbsttragend                                                               | Stahlblech, selbsttragend                                                               | Stahlblech, selbsttragend                                                               | Stahlblech, selbsttragend                                                               |
| Spurweite vorn/hinten:                 | 1511/1537 mm (L/GL/Ghia: 1524/1550 mm)                                                  | 1511/1537 mm (L/GL/Ghia: 1524/1550 mm)                                                  | 1511/1537 mm (L/GL/Ghia: 1524/1550 mm)                                                  | 1511/1537 mm (L/GL/Ghia: 1524/1550 mm)                                                  | 1511/1537 mm (L/GL/Ghia: 1524/1550 mm)                                                  | 1511/1537 mm (L/GL/Ghia: 1524/1550 mm)                                                  | 1511/1537 mm (L/GL/Ghia: 1524/1550 mm)                                                  |
| Radstand:                              | 2769 mm                                                                                 | 2769 mm                                                                                 | 2769 mm                                                                                 | 2769 mm                                                                                 | 2769 mm                                                                                 | 2769 mm                                                                                 | 2769 mm                                                                                 |
| Länge:                                 | 4572–4646 mm (Turnier: 4674–4696 mm)                                                    | 4572–4646 mm (Turnier: 4674–4696 mm)                                                    | 4572–4646 mm (Turnier: 4674–4696 mm)                                                    | 4572–4646 mm (Turnier: 4674–4696 mm)                                                    | 4572–4646 mm (Turnier: 4674–4696 mm)                                                    | 4572–4646 mm (Turnier: 4674–4696 mm)                                                    | 4572–4646 mm (Turnier: 4674–4696 mm)                                                    |
| Leergewicht:                           | 1190–1470 kg                                                                            | 1190–1470 kg                                                                            | 1190–1470 kg                                                                            | 1190–1470 kg                                                                            | 1190–1470 kg                                                                            | 1190–1470 kg                                                                            | 1190–1470 kg                                                                            |
| Höchstgeschwindigkeit:                 | 136 km/h                                                                                | 140–145 km/h                                                                            | 156–161 km/h                                                                            | 150–155 km/h                                                                            | 159–164 km/h                                                                            | 170–175 km/h                                                                            | 177–182 km/h                                                                            |
| 0–100 km/h:                            | 22–25 s                                                                                 | 19–26 s                                                                                 | 14–19 s                                                                                 | 15–20,5 s                                                                               | 13,5–18 s                                                                               | 12–15,5 s                                                                               | 11–14 s                                                                                 |
| Verbrauch (Liter/100 Kilometer):       | 13,0–13,5 N                                                                             | 13,0–13,5 S                                                                             | 13,5–14,5 S                                                                             | 13,5–14,5 S                                                                             | 14,0–15,0 S                                                                             | 14,5–15,5 S                                                                             | 15,0–16,0 S                                                                             |